# Marija Lucija Stupica
Marija Lucija Stupica (ur. 13 grudnia 1950 w Lublanie, zm. 28 maja 2002 tamże) – słoweńska ilustratorka i malarka.

## Życiorys
Urodziła się 13 grudnia 1950 roku w Lublanie. Jej matką była ilustratorka Marlenka Stupica. Marija Lucija studiowała malarstwo na Akademii Sztuk Pięknych w Lublanie. Podczas studiów zaczęła zajmować się ilustracją i już w 1973 roku otrzymała Nagrodę im. Levstika za ilustracje do Księżniczki na ziarnku grochu Hansa Christiana Andersena. To wyróżnienie przyznano jej jeszcze dwukrotnie: w 1983 i 1985 roku. Od końca lat 70. XX wieku jej twórczość była prezentowana na krajowych i zagranicznych wystawach ilustracji i targach książki. W 1984 roku zdobyła Złote Jabłko na Biennale Ilustracji Bratysława za ilustracje do baśni Pastereczka i kominiarczyk Andersena. Z kolei w 1989 roku została laureatką słoweńskiej Nagrody Fundacji Prešerna, a dekadę później otrzymała nominację do Nagrody im. Hansa Christiana Andersena na 2002 rok.
Jej twórczość charakteryzowała się silnym emocjonalnym ładunkiem przedstawiającym pełną skalę emocji: od czułości, przez radość, aż po strach. Jednocześnie jej prace nie popadały w sentymentalizm. Potrafiła także przywołać atmosferę nostalgii za odległymi czasami. Ilustrowała tak klasykę, tworząc prace do baśni Andersena czy braci Grimm, jak i współczesną twórczość słoweńskich poetów i prozaików, takich jak Svetlana Makarovič, czy Jože Snoj. Była uważana za jedną z najważniejszych słoweńskich ilustratorek.
Zmarła 28 maja 2002 roku w Lublanie.
Piąta edycja Biennale Słoweńskiej Ilustracji Książkowej była dedykowana Stupicy.